# Emorragia da varici
Per emorragia da varici  in campo medico, si intende l'emorragia delle vene dilatate con riferimento alle varici dell'esofago

## Cause di morte
Il rischio di morte per cause collegabili ad episodi di tale emorragia è stato calcolato attraverso studi intorno al 30-35%.

## Terapie
La terapia consiste nella somministrazione di farmaci quali somatostatina, nitroglicerina, vasopressina, betabloccanti e anche nitrati a lunga azione.
Se non dovesse essere sufficiente, per casi urgenti è previsto il trattamento chirurgico con scleroterapia endoscopica e shunt chirurgico.